# Bandluipaardhaai
De bandluipaardhaai (Triakis scyllium) is een haai uit de familie van de gladde haaien.

## Natuurlijke omgeving
De bandluipaardhaai komt voor in het noordwesten van de Grote Oceaan, van het zuiden van Siberië tot Taiwan.

## Synoniemen
- Hemigaleus pingi

Scherpvinluipaardhaai (Triakis acutipinna) · Gespikkelde luipaardhaai (Triakis maculata) · Gevlekte luipaardhaai (Triakis megalopterus) · Bandluipaardhaai (Triakis scyllium) · Luipaardhaai (Triakis semifasciata )